# Тресхункос
Тресхункос (ісп. Tresjuncos) — муніципалітет в Іспанії, у складі автономної спільноти Кастилія-Ла-Манча, у провінції Куенка. Населення — 386 осіб (2010).
Муніципалітет розташований на відстані близько 110 км на південний схід від Мадрида, 65 км на південний захід від Куенки.

## Демографія
Динаміка населення (INE ):